# Villa Champfleuri
Pour les articles homonymes, voir Champfleuri.
La villa Champfleuri est une ancienne villa appartenant au patrimoine balnéaire de Cannes, entourée d'un parc et de jardins à thèmes préservés, protégés au titre des monuments historiques et dotés du label « Patrimoine du XXe siècle ». Les jardins sont situés dans le quartier de La Californie, 44 à 48 avenue du Roi-Albert 1er et 14 à 30 avenue de la Favorite à Cannes.

## Historique

### La villa puis l'immeuble
Début avril 1884, l'Écossais James Bland meurt à 63 ans à Cannes dans la villa Champfleuri du quartier de la Californie qu'il a faite construire aux environs de 1880. La villa de style éclectique est acquise en 1925 par Marino Vagliano, champion de golf, et héritier d'une famille de banquiers et d'armateurs grecs.
En 1928 Vagliano achète les terrains contigus de la villa Magali où sera logé le jardinier et le volume de la maison est augmenté par l'ajout d'un étage et de deux ailes latérales. Après les travaux d'extension, la villa, à l'origine dissymétrique, s'organise derrière une façade de deux étages, couverte de larges avant-toits et entrecoupée par deux oriels entourant un perron central.
En 1961 Étienne et Basile Vagliano cèdent la propriété à la société civile immobilière Champfleuri. La villa est remplacée en 1964 par un immeuble de l'architecte français Abro Kandjian et deux piscines. Ne sont conservés que les ornements du mur de clôture et le jardin. Construit sur un plan incurvé et deux sous-sol, l'immeuble s'élève sur six étages et abrite une centaine d'appartements.

### Le parc et les jardins
D'une superficie à l'origine de 1,3 ha, le jardin paysager, accessible par un escalier à double volée, était implanté à l'avant de la maison, en contrebas d'une grande terrasse décorée de rosiers et de putti et comportait un tennis, des potagers, un parterre de gazon et des arbres de différentes espèces. Après l'acquisition des terrains de la villa Magali, la superficie est portée à 2,5 ha. Danaé Vagliano conçoit dès lors et dirige la création d'un jardin à thèmes : un jardin français (ou florentin), un jardin japonais, un jardin italien, un jardin espagnol, un jardin provençal, un jardin hollandais et un jardin mauresque,.
Un jardin mexicain et deux piscines viennent compléter l'ensemble à la construction de l'immeuble. La résidence est privée et fermée au public mais les jardins sont accessibles durant les journées du Patrimoine. Ils sont situés dans le quartier de La Californie, 44 à 48 avenue du Roi-Albert 1er et 14 à 30 avenue de la Favorite à Cannes.

## Protection du patrimoine

### Inscription au titre des monuments historiques
Le parc et les jardins de Champfleuri sont inscrits au titre des MH par arrêté du 3 avril 1990.

### Label «Patrimoine du XXesiècle»
Le parc et les jardins de Champfleuri ont également obtenu le label « Patrimoine du XXe siècle » en application de la circulaire du 1er mars 2001.

### Recensement du patrimoine balnéaire
La villa, le parc et les jardins de Champfleuri ont fait l'objet d'un recensement dans le cadre de l'enquête sur le patrimoine balnéaire de Cannes et été versés à ce titre à l'inventaire général du patrimoine culturel.